# Cazaci din Turcia
Cazacii din Turcia au fost un grup de cazaci de pe Don care au trăit pe teritoriul Republicii Turcia până când au emigrat în 1962. 

## Istoric
Un grup de cazaci de pe Don au luat parte răscoala lui Bulavin, care a avut ca scop stoparea reformelor lui Petru cel Mare. După ce au fost înfrânți, cazacii au început din 1737 să se refugieze în Imperiul Otoman și s-au mutat din Kuban, unde se mutaseră ceva vreme în urmă  „nekrasoviții”. După ce au intrat pe teritoriul otoman, un grup de cazaci s-a stabilit în 1740  în regiunea Constanței, în vreme ce alt grup au ajuns în nord-vestul Anatoliei, pe malurile lacului Kuş. În 1882, grupul din România s-a mutat la rândul lui în Anatolia, mai întâi pe o insulă din mijlocul lacului Beyşehir și mai apoi pe malurile lacului Akşehir din Anatolia centrală. 
Numărul cazacilor din Turcia a crescut după desființarea Armatei cazacilor zaporijieni și distrugerea Siciului Zaporijian. Aproximativ 5.000 de cazaci au fugit din Zaporijia și s-au refugiat în Delta Dunării (aflată în acele vremuri sub controlul otomanilor), unde sultanul le-a permis să reconstruiască Siciul. După mai multe conflicte cu nekrasoviții, o parte a acestor cazaci s-a reîntors în Rusia, în vreme ce alții au rămas de partea turcilor și au participat alături de ultimii la acțiunile militare împotriva luptătorilor pentru independența Greciei. Siciul Dunărean și-a încetat existența în 1828. Unii dintre cazacii Siciului s-au reîntors în Rusia, în vreme ce restul au fost mutați de către autoritățile otomane în centrul Turciei, unde au prestat muncă forțată. 
În 1927 existau în Turcia trei sate căzăcești. Eski Kazaklar (redenumit mai târziu Kocagöl), cea mai veche comunitate căzăcească, Yeni Kazaklar, (sat fondat de un număr de locuitori din Eski Kazaklar) și Kazak. Principala lor ocupație era pescuitul. 
Cazacii din Yeni Kazaklar au părăsit Turcia. Cei din Eski Kazaklar și Kazak au decis să emigreze în 1962, cei mai mulți locuitori din Eski Kazaklar alegând să se repatrieze în Rusia, în vreme ce sătenii din Kazak au ales  SUA.